# 木内宜彦
木内 宜彦（きうち よしひこ、1942年〈昭和17年〉10月25日 - 1988年〈昭和63年〉8月28日）は、日本の法学者。専門は、商法・手形小切手法。中央大学教授在任中に急逝。指導教員は、高窪利一。

## 人物
1988年、45歳の若さで死去。手形理論において、二段階創造説をとる鈴木竹雄の説に真っ向から挑み、大きな影響力を残しており、木内が長命であったならば手形理論にも相当な影響を与えたであろうと言われている。

## 学説

### 企業法
木内は、実質的意義の商法について、西原寛一が日本において提唱した商法企業法論に影響を受けつつこれを更に発展させ、商法を近代市民法が予定した「人」の活動として把握することは困難であるとし、現代資本主義社会においては、企業と消費者、大衆投資家・大企業と小企業、元請企業と下請企業との関係において「企業法」として把握して解釈した上で、会社法、手形法を含めた実質的意義の商法を体系化すべきであると主張した。

### 交付契約説
木内は、手形法学説における 手形理論において、師である高窪利一が創造説（のうち所有権説）をとっているにもかかわらず、民法理論に忠実な交付契約説を展開する。それは手形が振出人から受取人に渡されることが正常な手形取引の形態だからであり、それを出発点として手形上の権利が発生すると考えるのが企業間取引の実態に合っているからである。手形取引の安全のためには、「企業法」を支配する取引優先の原則に基づいて確立されてきた権利外観理論によって救済すべきである主張した。
対する創造説では交付欠缺という異常な事態を救済するために、交付がされなくても手形債権は発生するとしている。それは、取引の実態に合わない理論構成であり（そもそも紛失や窃盗による流出は、取引ではない）、異常事態と正常な事態を同一の平面で扱う理論構造に、木内は強烈に反論する。

### 白地手形について
木内は、白地手形と無効手形の区別においては、一転して民法理論に忠実とは言い難い客観説（証券の外形上、補充が予定されていれば白地手形とする見解）をとる。これは、「企業法」の見地から白地手形が企業における商慣習として発達してきた事実を直視するものであり、上掲交付契約説をとることと何ら矛盾するものではない。

## エピソード
- 数百人が入る大教室で講義する場合、教授は教壇から動かないのが普通だが、木内はワイヤレスマイクを持ったまま教室内を動き回って、学生にマイクを差し出し「君は、どう考える？」と問いかけていた。聞かれたくない学生は教室の後ろの方にすわっていたが、ある日、木内は「今日は後ろの人に聞こう」と言って、後方まで行ってマイクを向けたりした。しかし、学生がとんちんかんなことを言っても、木内は非難めいたことは言わなかった。ちなみに木内が授業をする教室には、木内の要請によりいち早くワイヤレスマイクが導入されていた。

## 略歴
- 1942年10月 - 大阪府豊中市で生まれる。
- 1961年 - 東京都立日比谷高等学校卒業
- 1967年 - 中央大学法学部卒業（法学士）、同年4月から1972年3月まで中央大学助手
- 1972年4月 - 中央大学法学部助教授
- 1979年4月 - 中央大学法学部教授
- 1988年8月 - 在任中に逝去。45歳没。

## 著書
- 『手形法小切手法（企業法学Ⅲ）』（勁草書房、初版1977年、2版1982年）
- 『企業法総論（企業法学Ⅰ）』（勁草書房、1979年）
- 『会社法（企業法学Ⅱ）』（勁草書房、1983年）
- 『プレップ手形小切手法』（弘文堂、1986年）
- 『金融法』（青林書院、1989年）
- 『木内宣彦論文集１　手形抗弁の理論』（新青出版、1995年）
- 『木内宣彦論文集２　企業法学の理論』（新青出版、1996年）
- 『木内宣彦論文集３　手形判例の理論』（新青出版、1999年）